# Сормовский сельсовет
Сормовский сельсовет — административная единица на территории Чериковского района Могилёвской области Белоруссии.

## История
Сормовский сельский Совет был образован решением исполкома Могилевского областного Совета депутатов трудящихся № 533 от 24 июня 1960 года «Об изменениях в административно-территориальном делении сельских Советов Кричевского района» с центром в посёлке Сормово Кричевского района Могилёвской области. Данный сельсовет был создан на базе упраздненных сельских Советов Кричевского района: Шароевского, Мирогощанского, Езерского.
На основании Указа Президиума Верховного Совета БССР от 25 декабря 1962 года «Об укрупнении сельских районов БССР» Кричевский район был ликвидирован и Сормовский сельский Совет вошел в состав Краснопольского района Могилёвской области.
В соответствии с Указом Президиума Верховного Совета БССР от 6 января 1965 года «Об образовании новых районов БССР» был снова создан Кричевский район, куда вошёл и Сормовский сельский Совет.
В августе 1966 года Указом Президиума Верховного Совета БССР от 30 июля 1966 года был образован Чериковский район Могилевской области, куда Сормовский сельский Совет и был передан.
В 1995 году в состав Сормовского сельского Совета вошли населённые пункты Лобановского сельского Совета
С 2008 года у деревни Лобановка статус агрогородка.
В 2009 году из состава Сормовского сельсовета в Речицкий сельсовет Чериковского района были переданы населенные пункты Богдановка, Вымочь, Глинь, Латыщено, Лещевино, Мостково, Ямки.

## Состав
Сормовский сельсовет включает 18 населённых пунктов:
- Васьковка — деревня.
- Возрождение — посёлок.
- Горки — деревня.
- Громобой — посёлок.
- Еловка — деревня.
- Житнев — посёлок.
- Заря — посёлок.
- Зеленый Дуб — посёлок.
- Каменка — деревня.
- Лобановка — агрогородок.
- Мирогощь — деревня.
- Подбудки — посёлок.
- Подломье — деревня.
- Турье — деревня.
- Шароевка — деревня.
- Щетинка — деревня.
- Юный Пахарь — посёлок.

Упразднённые населённые пункты на территории сельсовета:
- Журавель — деревня.
- Зори — деревня.
- Лютровка — деревня.
- Победа — деревня.
- Светлый — посёлок.

## Промышленность и сельское хозяйство
- ОАО "Экспериментальная база «Чериков»
- 3 крестьянских (фермерских хозяйства): Марачкина Н. А., Лукьяновой Р. В., Иванова В. И.

## Учреждения культуры
- Мирогощанский сельский клуб
- Турьевский сельский клуб
- Лобановский сельский клуб
- Лобановская сельская библиотека
- Мирогощанская сельская библиотека

## Учреждения здравоохранения
- Мирогощанский фельдшерско-акушерский пункт
- Шароевский фельдшерско-акушерский пункт
- Лобановский фельдшерско-акушерский пункт

## Учреждения образования
- Лобановский комплекс «школа-сад»